# Стівен Спілберг
Сті́вен Алан Спі́лберг (англ. Steven Spielberg; нар. 18 грудня 1946, Цинциннаті, Огайо, США) — американський кінорежисер, сценарист, продюсер і монтажер.
Найкасовіший режисер в історії світового кінематографу: його картини зібрали в прокаті понад 11 млрд доларів.
Триразовий лауреат премії «Оскар». Постановник знакових і гучних картин «Щелепи», «Іншопланетянин», «Список Шиндлера», «Врятувати рядового Раяна», «Лінкольн», а також серії фільмів про археолога Індіану Джонса і двох фільмів «Парк юрського періоду». Продюсер культової трилогії науково-фантастичних фільмів «Назад у майбутнє».
На хвилі успіху саме його фільму («Щелепи») голлівудські блокбастери стали випускати в прокат влітку.

## Біографія

### Ранні роки
Народився 18 грудня 1946 року в Цинциннаті (штат Огайо, США) у сім'ї інженера Арнольда Меера Спілберга та професійної піаністки Леї Адлер (уродженої Познер).
Його батьки походять з українсько-єврейських емігрантів. Стівен Спілберг говорив: «Я виріс з ідишем і російською мовою у домі». Його дід та бабуся з боку батька: Шмуел Шпільберг (Семюель Спілберг, 1873—1945) та Рівка Чечік (Ребекка Спілберг, 1884—1969) емігрували до Америки з українського Кам'янця-Подільського в 1906 році. Дід Стівена з боку матері Файвл (Філіп) Познер (1884—?) емігрував з Одеси з братом — актором єврейського театру Борисом Познером; його дружина Джені Фрідман народилась у сім'ї іммігрантів вже у Цинциннаті.
Матері Стівена довелося полишити думку про кар'єру заради виховання чотирьох дітей — Стівена, Енн, С'ю і Ненсі. Незабаром сім'я переїхала у Скоттсдейл, передмістя Фінікса (штат Аризона), де Стівен пішов у школу. Він був єдиним євреєм у класі, що зробило хлопчика досить замкнутою дитиною. Стівен часто сидів удома і дивився телевізор. А коли від батька він отримав у подарунок портативну 8-міліметрову кінокамеру, вона настільки запала йому до душі, що через деякий час у Стівена з'явилося прізвисько «людина-кінокамера». Через кілька місяців він почав пробувати знімати короткометражні стрічки з акторами. У фільмах жахів замість крові використовував вишневий сік. У 12 років Стівен вперше взяв участь в юнацькому конкурсі любительських фільмів та переміг із 40-хвилинною стрічкою про війну «Втеча в нікуди» (1960), у якій знімалися його батьки і сестри.
24 березня 1963 року в місцевому кінотеатрі відбулася незвичайна прем'єра — двогодинний фільм «Небесні вогні», знятий місцевими школярами на чолі зі Стівеном Спілбергом, в якому розповідається історія викрадання людей іншопланетянами для використання їх в космічному зоопарку. Профінансували картину батьки Стівена: у проєкт було вкладено близько 600 доларів, безкоштовне харчування знімальної групи від матері та допомога в будівництві макетів від батька.

### 1970-і роки
У Каліфорнії, куди переїхали Спілберги, Стівен двічі намагався вступити до кіношколи при Університеті Південної Каліфорнії, але через погані оцінки йому це не вдалось. Зрештою його прийняли до Каліфорнійського Університету Лонг Біч (California State University, Long Beach), а на канікулах він зняв 20-хвилинний фільм «Емблін», який став його трампліном у велике кіно. У 1969 році компанія Universal Pictures після перегляду «Емблін» уклала з молодим режисером контракт на перший епізод нового серіалу «Нічна галерея» (1969). Через два роки він зняв свій перший повнометражний фільм «Дуель» (1971). Картина, створена для телебачення, завоювала гран-прі на тільки що створеному фестивалі фантастичних фільмів «Аворіаз», і після свого успіху була перенесена на великий екран. Основою для «Дуелі» послужила розповідь Річарда Метісона, яка у свою чергу була написана, спираючись на реальний випадок. У картині як головні дійові особи «знялися» два автомобілі: легковик і великий бензовоз, який весь час переслідує легковик, прагнучи його знищити.
Режисерським дебютом Спілберга на великому екрані став фільм «Шугарлендський експрес» (1974), що отримав хороші відгуки критиків.
Наступний фільм приніс йому світову популярність і визнання. У 1975 році Спілберг зняв фільм-катастрофу «Щелепи», що приніс її творцям величезний прибуток. Стрічка стала третьою в прокаті за підсумками 1970-х років, зібравши 260 млн доларів. Історія невеликого американського містечка, яке тероризує величезна біла акула-людожер, знайшла своє продовження ще в трьох фільмах: «Щелепи 2» (1978, режисер Дженнот Шварц), «Щелепи 3» (1983, режисер Джо Елвіс) і «Щелепи 4: Помста» (1987, режисер Джозеф Сарджент).
У 1977-му наступний сюрприз — серйозний, «інтелігентний» (за вдалим зауваженням Леонарда Молтіна) науково-фантастичний фільм «Близькі контакти третього ступеня» про спробу встановлення безпосередніх контактів з позаземною цивілізацією. Перед створенням картини Спілберг ретельно вивчив багато доповідей, будь-які доступні відомості про НЛО, особисто зустрічався з людьми, котрих, за їх словами, відвідали прибульці. У 1980 році вийшла «спеціальна редакція» цього фільму. Вона на три хвилини коротша, але зі змінами у фіналі (далі має бути спойлер): земляни все-таки входять у космічний корабель прибульців, де бачать спадаюче «божественне» світло та тьмяні обриси інопланетної істоти. Фільм також став суперхітом і однією з найкасовіших стрічок того періоду.
Фільм «1941», знятий в 1979 році, мав посередній успіх у прокаті і тому вважається однією з рідкісних невдач Спілберга — комерційно найуспішнішого режисера за всю історію Голлівуду. Фільм «1941» був тричі номінований на «Оскара» (1980), але премії так і не отримав.

### 1980-і роки
Впродовж чотирьох років Спілберг працював над картиною «Шукачі втраченого ковчега» (1981, якою розпочав свою знамениту серію про Індіану Джонса — вчителя археології одного з американських коледжів 1930-х років і його фантастичні подорожі у віддалені куточки нашої планети. Ці фільми ще більше зміцнили репутацію режисера як творця видовищного і касового кіно. Решта фільмів серії — «Індіана Джонс і Храм Долі» (1984) і «Індіана Джонс і останній хрестовий похід» (1989). На зйомках другої частини серії про «Інді» (так охрестили американці Індіану Джонса) режисер близько познайомився з Кейт Кепшоу. 12 жовтня 1991 року вони одружилися і молода актриса заради чоловіка майже відмовилася від своєї кар'єри. Колишня дружина Спілберга Емі Ірвінг (також акторка, із якою він одружувався у 1985 році) через розлучення в 1989 році втратила чоловіка, але придбала 100 мільйонів доларів «відхідних». Цікаво, що за умовами шлюбного контракту, Кейт може отримати 20 мільйонів доларів, якщо побажає розлучитися після п'яти років спільного життя.
У 1982 році на американських екранах почала демонструватися стрічка «Іншопланетянин», якій судилося стати однією з найкращих фантастичних картин за всю історію світового кінематографу. Сценарій до картини разом із Меліссою Метісон Спілберг почав писати ще під час зйомок першої частини трилогії про Індіану Джонса. Фільм знімався протягом восьми місяців, а у травні 1982 року відбувся перший перегляд «Іншопланетянина», що став початком його переможної ходи кіноекранами світу.
1980-ті роки для Спілберга були свого роду майданчиком для нових експериментів і створення картин зовсім іншого плану. Він також багато продюсував, будучи власником створеної ним у 1984 році кінокомпанії «Емблін» (Amblin Entertainment), яка у свою чергу допомогла вийти до широкого глядача таким відомим режисерам як Джо Данте, Дж. Лендіс, Тоб Хупер, Роберт Земекіс, Дж. Міллер. За участю Спілберга було створено більше 100 картин — «Назад у майбутнє» (1985), і «Хто підставив кролика Роджера» (1988), зняті Робертом Земекісом, а також «Гремліни» (1984), «Смерч» (1996), «Люди в чорному» (1997), «Зіткнення з безоднею» (1998), «Маска Зорро» (1998) і багато інших.
Сам же Спілберг почав знімати фільми позбавлені зовнішньої краси, авантюрності, без використання сучасних комп'ютерних трюків. Це такі картини як «Барва пурпурова» (1985, за романом Аліси Вокер, із Вупі Ґолдберґ у головній ролі), «Імперія Сонця» (1987, за автобіографічним романом Джеймса Балларда), «Завжди» (1989). Цікаво, що фільм «Барва пурпурова» відзначений в Книзі рекордів Гіннеса як картина, що мала найбільшу кількість номінацій, але жодної премії «Оскар» (разом із картиною «Вирішальний момент», США, 1977). Обидві стрічки висувалися аж за 11 номінаціями, але так і не отримали нагороди. Крім цього, картина Спілберга «Імперія Сонця» мало не вперше принесла збиток (10 млн доларів в США при бюджеті понад три десятки мільйонів).

### 1990-і роки
Повернення до видовищного кіно відбулося з рімейком повнометражного діснеївського мультфільму «Пітер Пен» (1953) — картиною під назвою «Капітан Гак» (1991) про злого однорукого пірата Гака. Цей фільм започаткував новий злет популярності Стівена Спілберга. «Парк юрського періоду», що вийшов влітку 1993 року, став ще однією сенсацією. Самі лише касові збори по всьому світу принесли близько мільярда доларів, а надходження від продажу відеокасет додали ще половину до цієї суми.
Сиквел «Загублений світ: Парк юрського періоду» (1997), що продовжує історію парку динозаврів, зібрав 230 мільйонів доларів. У третій частині — «Парк юрського періоду 3» (2001, режисер Джо Джонстон) — Стівен Спілберг виступає як продюсер.
Наступний фільм – «Список Шиндлера», знятий за книгою Томаса Кеніллі «Ковчег Шиндлера», – став володарем 7-ми премій «Оскар». Нарешті Спілберг отримує заповітну статуетку і до того ж дві відразу — за фільм і режисуру. До цієї картини режисер ішов з 1983 року, ніяк не наважуючись розпочати зйомки. Фільм був знятий в тому ж 1993 році у чорно-білій гамі і розповідав про нещасливу долю євреїв у роки Другої світової війни.
До початку 1998 року Спілберг став найбагатшим діячем індустрії розваг (313 мільйонів доларів, а до 2001 року — вже близько 2 мільярдів). Його спільна з двома іншими магнатами — колишнім продюсером студії Walt Disney Джефрі Катценбергом і музичним продюсером Девідом Геффеном — кіностудія Dreamworks SKG поступово набрала сили, випускаючи повнометражні мультфільми («Принц Єгипту») і «оскароносні» картини («Краса по-американськи» (1999), «Ганнібал» (2001)). У 1999 році режисера визнають найкращим режисером ХХ століття, а в 2001-му році королева Єлизавета надає Спілбергу звання Лицаря-Командора: «за безцінний внесок у розвиток британської кінопромисловості».
У 1998 році фільм Спілберга «Врятувати рядового Раяна» приніс творцям 5 «Оскарів» у номінаціях «Найкращий режисер», «Найкраща робота оператора» і деяких інших. Проте найкращим фільмом стала інша картина — «Закоханий Шекспір».

### 2000-і роки
У 2000 році Спілберг почав роботу над фантастичним фільмом за розповіддю Філіпа Діка «Особлива думка» з Томом Крузом в головній ролі, але після смерті Стенлі Кубрика проект довелося відкласти. Спілберг, друг і учень знаменитого режисера, почав зйомки задуманої Кубриком перед смертю фантастичної стрічки «Штучний інтелект». Заради цього фільму Спілберг також відмовився і від вигідного з усякого погляду «Гаррі Поттера». Картина «Штучний інтелект», що вийшла на екрани 29 червня 2001 року, була досить непоганою, але в американському прокаті зазнала краху, і лише за рахунок світових прем'єр пощастило зібрати більше 150 мільйонів доларів. Цікаво, що тільки в Японії фільм зібрав 78 млн доларів. Історія п'ятирічного хлопчика-андроїда, який понад усе на світі хоче стати людиною і отримати справжню сім'ю, перегукується з сюжетами таких фантастичних стрічок, як «Двохсотлітня людина» Кріса Коламбуса. Фільм «Особлива думка» не викликав у світовому прокаті бурі захоплення, однак в національному перевищив бюджет картини на три десятки мільйонів доларів.
Несподівано для всіх Спілберг зробив якісно новий оберт до інших тем і зняв фільм, сюжет якого, за деякими свідченнями, запропонував режисерові Леонардо ді Капріо. 25 грудня 2002 року відбулася прем'єра нового фільму Спілберга «Злови мене, якщо зможеш» з Леонардо ді Капріо і Томом Хенксом в головних ролях. У картині, що ґрунтується на реальних подіях початку 60-х років XX століття, розповідається про молодого блискучого афериста, шахрая вищої проби Френка Ебігнейла, який завдяки своєму розуму і щасливій вдачі ніколи не сидів у в'язниці. І якби йому на хвіст, подібно до «риби-прилипали», не сів агент ФБР Джо Шайє, цей молодик став би непійманим злочинцем. Цікаво, що прототип героя, справжній Френк Ебігнейл, котрий написав свого часу книгу про власну бурхливу молодість, працював консультантом у цій картині.
Сьогодні Стівен Спілберг — знакова постать сучасного американського кіно. Розшифровуючи таємниці його мистецької системи, дослідники роблять різні висновки. Але спільна думка їхні висновки все ж єднає: кінотворчість Спілберга — це шлях до відродження кінокультури в новому часі. Завдяки успіхам режисера масовий глядач повернувся в кінотеатри. Особливо це є важливим для молоді. Адже стрічки Стівена Спілберга — це радше спроби привернути увагу суспільства до проблем нашого складного часу. Режисер зумів знайти зрозумілу мистецьку мову, щоб вкотре наголосити на одвічних принципах людського існування: гуманізм, моральність, правда.
Стівен Спілберг бере участь у проєктах компанії Apple Inc., зокрема у проєкті Apple TV+.

## Нагороди
- «Оскар» (1994, 1999)
- «Золотий глобус» (1983, 1994, 1999, 2023)
- BAFTA (1993)

## Спілберґ і Україна
- Сестра Спілберґа Ненсі Спілберґ є однією з засновників і директорів благодійницької організації «Children of Chernobyl», яка займається допомогою дітям що постраждали від Чорнобильської катастрофи. Сам Стівен також підтримував цю організацію[10][11].
- У фільмі Спілберґа «Війна світів» події нападу прибульців починаються з аномалій в Україні[12].
- Разом з Віктором Пінчуком Стівен Спілберґ продюсував документальний фільм Сергія Буковського «Назви своє ім'я»/Spell Your Name (2006)[13].
- У 2022 році у зв'язку із російським вторгненням в Україну Спілберґ разом із дружиною Кейт Кепшоу передали один мільйон доларів декільком українським організаціям та сусіднім країнам, які приймають біженців.[14]